# National Board of Review Awards 1953
La 25ª edizione dei National Board of Review Awards si è tenuta nel dicembre 1953.

## Classifiche

### Migliori dieci film
- Il piccolo fuggitivo (The Little Fugitive), regia di Ray Ashley, Morris Engel e Ruth Orkin
- La tunica (The Robe), regia di Henry Koster
- Giulio Cesare (Julius Caesar), regia di Joseph L. Mankiewicz
- Mogambo, regia di John Ford
- Martin Luther, regia di Irving Pichel
- Il cavaliere della valle solitaria (Shane), regia di George Stevens
- Lili, regia di Charles Walters
- Stalag 17, regia di Billy Wilder
- Vacanze romane (Roman Holiday), regia di William Wyler
- Da qui all'eternità (From Here to Eternity), regia di Fred Zinnemann

### Migliori film stranieri
- Don Camillo, regia di Julien Duvivier
- Moulin Rouge, regia di John Huston
- The Conquest of Everest, regia di George Lowe
- Il Cristo proibito, regia di Curzio Malaparte
- A Queen Is Crowned

## Premi
- Miglior film: Giulio Cesare (Julius Caesar), regia di Joseph L. Mankiewicz
- Miglior film straniero: A Queen Is Crowned
- Miglior attore: James Mason (Uomini senza paura, I topi del deserto, Accadde a Berlino, Giulio Cesare)
- Miglior attrice: Jean Simmons (La regina vergine, La tunica, L'attrice)
- Miglior regista: George Stevens (Il cavaliere della valle solitaria)